# 2008-as Formula–1 török nagydíj
A török nagydíj a 2008-as Formula–1 világbajnokság ötödik versenye, melyet 2008. május 9-e és 11-e között rendezték meg az Isztambul Parkban, Isztambulban, Törökországban. A eseményen nem vett részt a Super Aguri F1 csapat, miután május 6-án bejelentették, hogy anyagi nehézségek miatt visszalépnek a Formula–1-től. Emiatt csak 20 autó vett részt a nagydíjon és az időmérő edzést új lebonyolítási rend szerint futották: Az első és a második szakasz végén öt-öt autó esett ki. A versenyt az élről induló Felipe Massa nyerte Lewis Hamilton és Kimi Räikkönen előtt.

## Szabadedzések
Az első, pénteki szabadedzést Felipe Massa nyerte, a két McLaren-versenyző, Heikki Kovalainen és Lewis Hamilton előtt. A második, péntek délutáni szabadedzésen a délelőtt technikai problémákkal küszködő Kimi Räikkönen bizonyult a leggyorsabbnak, tőle alig maradt el Hamilton és Massa. A harmadik, szombat délelőtti szabadedzést Mark Webber nyerte Fernando Alonso és csapattársa, David Coulthard előtt.

### Első szabadedzés
A török nagydíj első szabadedzését május 9-én, pénteken tartották, közép-európai idő szerint 09:00 és 10:30 óra között. Csapadék nem esett, de az éjszakai esők nyomán a pálya nedves volt. Az élen a Ferrari versenyzője, Felipe Massa végzett.
Az edzés első háromnegyed órája eseménytelenül telt, egy autó sem gurult ki a pályára, mivel a 3-as és a 9-es kanyarokban tócsában állt a víz. További problémát jelentett az aszfalt rendkívül alacsony hőmérséklete.
Először a Toro Rosso versenyzője, Sébastien Bourdais ért el értékelhető eredményt, miután a pályamunkások letakarították az érintett szakaszokat. Az utána pályára látogatók közül Nakadzsima, Sutil, Trulli, Massa és Hamilton is kicsúsztak vagy megpördültek az első körükben a leginkább csúszós, 3-as és a 6-os kanyarok közötti szakaszon. Fisichella a 7-es, Kubica, Coulthard és Massa pedig a nehéz, többszörösen tört ívű 8-as kanyarban csúsztak ki.
A vezetést 1:28.283-as idővel Heikki Kovalainen vette át Bourdaistól. Csapattársa, Hamilton 0.2 másodperccel maradt el tőle. A Ferrariknak tovább tartott felgyorsulni, Massa előbb a második, majd az első helyre jött föl, 1:27.675-tel. Kovalainen is javított az idején, és 1 tizedmásodpercre megközelítette Massát, aki az utolsó gyors körében 1:27.323-ra javította legjobb idejét.
Massa csapattársa, az előző nagydíj győztese, Kimi Räikkönen csupán egy mért kört tett meg, amelyben közel három és fél másodperccel volt lassabb nála. Sebességváltó-problémák miatt mindössze három kör után a boxba hajtott és ott is maradt, így az utolsó, 20. helyen zárta az edzést. Jól szerepelt a Renault versenyzője, Fernando Alonso, aki a 4. helyet szerezte meg a McLarenek mögött. Ígéretes eredményt ért el a két Honda, Jenson Button az ötödik, míg a pályafutása 258. nagydíjára nevező és ezzel rekordot felállító Rubens Barrichello a 8. helyre ért be. Közöttük Nakadzsima és Nick Heidfeld végeztek, az első tízbe még Nelson Piquet és Timo Glock fértek be.
| Helyezés | Név                  | Csapat/Motor        | Elért idő | Különbség | Futott kör |
| -------- | -------------------- | ------------------- | --------- | --------- | ---------- |
| 1        | Felipe Massa         | Ferrari             | 1:27.323  |           | 16         |
| 2        | Heikki Kovalainen    | McLaren-Mercedes    | 1:27.456  | + 0.133   | 17         |
| 3        | Lewis Hamilton       | McLaren-Mercedes    | 1:27.752  | + 0.429   | 15         |
| 4        | Fernando Alonso      | Renault             | 1:28.284  | + 0.961   | 16         |
| 5        | Jenson Button        | Honda               | 1:28.919  | + 1.596   | 12         |
| 6        | Nakadzsima Kazuki    | Williams-Toyota     | 1:29.002  | + 1.679   | 19         |
| 7        | Nick Heidfeld        | BMW Sauber          | 1:29.024  | + 1.701   | 21         |
| 8        | Rubens Barrichello   | Honda               | 1:29.068  | + 1.745   | 11         |
| 9        | Nelson Piquet Jr.    | Renault             | 1:29.082  | + 1.759   | 23         |
| 10       | Timo Glock           | Toyota              | 1:29.103  | + 1.780   | 19         |
| 11       | Jarno Trulli         | Toyota              | 1:29.329  | + 2.006   | 24         |
| 12       | Robert Kubica        | BMW Sauber          | 1:29.330  | + 2.007   | 7          |
| 13       | Nico Rosberg         | Williams-Toyota     | 1:29.367  | + 2.044   | 20         |
| 14       | Adrian Sutil         | Force India-Ferrari | 1:29.756  | + 2.433   | 23         |
| 15       | Giancarlo Fisichella | Force India-Ferrari | 1:29.811  | + 2.488   | 23         |
| 16       | Mark Webber          | Red Bull-Renault    | 1:30.088  | + 2.765   | 21         |
| 17       | David Coulthard      | Red Bull-Renault    | 1:30.340  | + 3.017   | 13         |
| 18       | Sébastien Bourdais   | Toro Rosso-Ferrari  | 1:30.388  | + 3.065   | 19         |
| 19       | Sebastian Vettel     | Toro Rosso-Ferrari  | 1:30.426  | + 3.103   | 21         |
| 20       | Kimi Räikkönen       | Ferrari             | 1:30.732  | + 3.409   | 3          |

### Második szabadedzés
A török nagydíj pénteki második szabadedzését május 9-én délután tartották, közép-európai idő szerint 13:00 és 14:30 óra között. A pálya továbbra is nedves volt, az edzés előtt szemerkélő esőnek köszönhetően. Az edzést Kimi Räikkönen nyerte, feledtetve délelőtti rossz szereplését.
Mivel délelőtt nem volt alkalma elegendő adatot összegyűjteni, Räikkönen az elsők között hagyta el a boxutcát. Hamar megszerezte a vezetést, és 1:27.543-as idejét nem is tudták megjavítani az edzés végéig. Lewis Hamilton nagyon közel került Räikkönenhez, az utolsó mért körében, lágy gumikon jobb első szektoridőt autózott, mint finn vetélytársa, de a 8-as kanyarban elkövetett kisebb hibájának köszönhetően 36 ezredmásodperccel a Ferrari versenyzője mögött végzett. Massa is jól szerepelt, ő is 1 tizedmásodpercnél kisebb hátrányban fejezte be az edzést a harmadik helyen.
Massa mögött, meglepetésre David Coulthard szerezte meg a negyedik helyet, megelőzve Kovalainent. Robert Kubica hatodik helyezése jelentős javulás volt a délelőtti eredményhez képest, amikor az edzés nagy részében felfüggesztés-problémák miatt a boxban kellett maradnia. Kubica mögött Trulli, Nakadzsima és Alonso végeztek, a 10. helyezett Heidfeld lett.
Fél óra elteltével rövid időre piros zászlóval meg kellett állítani az edzést, amikor Mark Webber a 6-os kanyarban elvesztette az uralmát az autója felett és a gumifalba csapódott. Nem sérült meg, de az edzést nem tudta folytatni, így csak a 19. helyen rangsorolták, Sutil előtt, aki műszaki hiba miatt kényszerült idő előtt befejezni az edzést. A pályabíróknak hét perc alatt sikerült megtisztítaniuk a pályát a törmeléktől és folytatódhatott az edzés. Nem sokkal később Glock is kicsúszott a 4-es kanyarban, de megúszta a falnak ütközést, csak az első terelőszárnya törött le. Bourdais is szerencsésen elkerülte, hogy összetörjön az autója, amikor túl szélesen vette be a hosszú egyenes előtti, 9-es kanyart.
| Helyezés | Név                  | Csapat/Motor        | Elért idő | Különbség | Futott kör |
| -------- | -------------------- | ------------------- | --------- | --------- | ---------- |
| 1        | Kimi Räikkönen       | Ferrari             | 1:27.543  |           | 30         |
| 2        | Lewis Hamilton       | McLaren-Mercedes    | 1:27.579  | + 0.036   | 31         |
| 3        | Felipe Massa         | Ferrari             | 1:27.682  | + 0.139   | 29         |
| 4        | David Coulthard      | Red Bull-Renault    | 1:27.763  | + 0.220   | 24         |
| 5        | Heikki Kovalainen    | McLaren-Mercedes    | 1:27.954  | + 0.411   | 27         |
| 6        | Robert Kubica        | BMW Sauber          | 1:28.431  | + 0.888   | 29         |
| 7        | Jarno Trulli         | Toyota              | 1:28.619  | + 1.076   | 29         |
| 8        | Nakadzsima Kazuki    | Williams-Toyota     | 1:28.664  | + 1.121   | 27         |
| 9        | Fernando Alonso      | Renault             | 1:28.681  | + 1.138   | 26         |
| 10       | Nick Heidfeld        | BMW Sauber          | 1:28.817  | + 1.274   | 31         |
| 11       | Jenson Button        | Honda               | 1:28.826  | + 1.283   | 28         |
| 12       | Timo Glock           | Toyota              | 1:28.849  | + 1.306   | 26         |
| 13       | Nico Rosberg         | Williams-Toyota     | 1:28.907  | + 1.364   | 29         |
| 14       | Giancarlo Fisichella | Force India-Ferrari | 1:29.008  | + 1.465   | 35         |
| 15       | Rubens Barrichello   | Honda               | 1:29.024  | + 1.481   | 22         |
| 16       | Nelson Piquet Jr.    | Renault             | 1:29.212  | + 1.669   | 26         |
| 17       | Sebastian Vettel     | Toro Rosso-Ferrari  | 1:29.462  | + 1.919   | 30         |
| 18       | Sébastien Bourdais   | Toro Rosso-Ferrari  | 1:29.630  | + 2.087   | 32         |
| 19       | Mark Webber          | Red Bull-Renault    | 1:29.633  | + 2.090   | 4          |
| 20       | Adrian Sutil         | Force India-Ferrari | 1:30.832  | + 3.289   | 9          |

### Harmadik szabadedzés
A török nagydíj harmadik, szombati szabadedzését május 10-én délelőtt, közép-európai idő szerint 10:00 és 11:00 óra között tartották felhős időben, folyamatosan száradó pályán. Az élen a Red Bull versenyzője, Mark Webber végzett.
Ahogy az évad korábbi nagydíjain is szokás volt, az élcsapatok versenyzői ezúttal is nehezebb autókkal teszteltek, hogy felkészüljenek az időmérő edzés harmadik szakaszára. Az első két edzésen jól szereplők közül Massa végzett legelőrébb, az 5. helyen.
Az edzés eleje ismét eseménytelenül telt el, a versenyzők egy-két kör után kiálltak a boxba és megvárták, hogy a pocsolyákban álló víz felszáradjon. Elsőnek Glock futott értékelhető kört, 20 perc elteltével. 1:30.427-es ideje csupán 1.6 másodperccel volt rosszabb előző napi saját, száraz pályán futott körénél. Ez meggyőzte a többieket arról, hogy már érdemes kihajtani a pályára, és rövid időn belül mindenki megkezdte az edzést. Ahogy száradt föl a pálya, úgy javult a legjobb idő is, 10 percen belül Hamilton, Rosberg, Alonso, Piquet, és Räikkönen váltották egymást az élen, mielőtt Massa 1:27.530-cal átvette a vezetést. Ahogy pénteken, a Ferrariknak ezúttal is több körre volt szükségük ahhoz, hogy felgyorsuljanak, míg riválisaik első próbálkozásra elérték a legjobb eredményüket.
A következő negyed órában Massa az élen maradt, majd nyolc perccel az edzés vége előtt Coulthard 0.190 másodperccel megjavította az idejét. Tőle csapattársa, Webber vette át a vezetést, aki 3 tizeddel volt gyorsabb. Két perc volt hátra, amikor Alonso beférkőzött a két Red Bull közé. Szintén az utolsó pillanatokban jött föl a negyedik helyre Rosberg, megelőzve Massát és Trullit. A hetedik helyen Hamilton végzett, mögötte Glock, Button és Piquet egészítették ki az első tízet.
Räikkönen apróbb kicsúszásától (egy alkalommal túl szélesen vette be az első kanyart), valamint Nakadzsima és Bourdais egy-egy megpördülésétől eltekintve hiba nélkül teljesítették a versenyzők az edzést, köszönhetően a végére teljesen felszáradó pályának.
| Helyezés | Név                  | Csapat/Motor        | Elért idő | Különbség | Futott kör |
| -------- | -------------------- | ------------------- | --------- | --------- | ---------- |
| 1        | Mark Webber          | Red Bull-Renault    | 1:27.030  |           | 16         |
| 2        | Fernando Alonso      | Renault             | 1:27.172  | + 0.142   | 13         |
| 3        | David Coulthard      | Red Bull-Renault    | 1:27.193  | + 0.163   | 15         |
| 4        | Nico Rosberg         | Williams-Toyota     | 1:27.365  | + 0.335   | 16         |
| 5        | Felipe Massa         | Ferrari             | 1:27.530  | + 0.500   | 13         |
| 6        | Jarno Trulli         | Toyota              | 1:27.614  | + 0.584   | 15         |
| 7        | Lewis Hamilton       | McLaren-Mercedes    | 1:27.658  | + 0.628   | 18         |
| 8        | Timo Glock           | Toyota              | 1:27.733  | + 0.703   | 22         |
| 9        | Jenson Button        | Honda               | 1:27.766  | + 0.736   | 16         |
| 10       | Nelson Piquet Jr.    | Renault             | 1:27.781  | + 0.751   | 14         |
| 11       | Kimi Räikkönen       | Ferrari             | 1:27.837  | + 0.807   | 14         |
| 12       | Heikki Kovalainen    | McLaren-Mercedes    | 1:27.849  | + 0.819   | 13         |
| 13       | Sebastian Vettel     | Toro Rosso-Ferrari  | 1:27.899  | + 0.869   | 18         |
| 14       | Rubens Barrichello   | Honda               | 1:27.946  | + 0.916   | 14         |
| 15       | Sébastien Bourdais   | Toro Rosso-Ferrari  | 1:27.948  | + 0.918   | 17         |
| 16       | Robert Kubica        | BMW Sauber          | 1:27.971  | + 0.941   | 16         |
| 17       | Nakadzsima Kazuki    | Williams-Toyota     | 1:28.301  | + 1.271   | 14         |
| 18       | Giancarlo Fisichella | Force India-Ferrari | 1:28.573  | + 1.543   | 18         |
| 19       | Nick Heidfeld        | BMW Sauber          | 1:28.655  | + 1.625   | 19         |
| 20       | Adrian Sutil         | Force India-Ferrari | 1:29.131  | + 2.101   | 19         |

## Időmérő edzés
Az időmérő edzést május 10-én, szombaton, közép-európai idő szerint 13:00 és 14:00 óra között tartották. Az időjárás felhős volt, a pálya száraz. A pole-pozíciót Felipe Massa szerezte meg, mögötte végzett a két McLaren-versenyző, Heikki Kovalainen és Lewis Hamilton. Massa csapattársa, Kimi Räikkönen a második sorba, Hamilton mellé kvalifikálta magát.

### Első rész
A Super Aguri csapat visszalépése miatt életbe lépett új rendszerben már csak az első 15 autó jutott be a második szakaszba, ami nehezebbé tette a középcsapatoknak, hogy továbbjussanak az első etapból. Nakadzsima és Piquet kívül is maradtak a legjobb tizenötön. Előbbi egy kicsúszás miatt nem tudta befejezni a gyors körét és csak a 16. lett. Mögötte végzett Piquet, aki az utolsó pillanatokban szorult le a továbbjutást jelentő, 15. helyről. Vettel azonban, még mindig a Toro Rosso 2007-es autójával versenyezve, bejutott a második szakaszba, csapattársa, Bourdais viszont kívül maradt, 0.179 másodperccel elmaradva tőle, a 18. helyen. A leglassabbak a Force India autói voltak. Fisichella hiába végzett előrébb, mint csapattársa, Sutil, mégis csak az utolsó rajtkockából indulhatott a vasárnapi versenyen, mert még pénteken piros lámpánál hagyta el a boxutcát, amiért háromhelyes rajtbüntetést kapott.
Az élen egyedül Massának sikerült 1 perc 26 másodpercnél gyorsabb kört futnia, 1:25.994-es ideje a hétvége legjobbja volt egyúttal. Mögötte nem sokkal elmaradva Hamilton következett, a harmadik Räikkönenre azonban már majdnem fél másodpercet vert. A 3.-6. helyen Trulli, Kovalainen, Kubica és Webber két tizeden belül voltak egymáshoz képest. Az egész hétvégén jól teljesítő Coulthard lemaradása még egy másodpercnél kisebb volt az első helyhez képest (1:26.939).

### Második rész
A második szakasz kiesői között voltak a Honda versenyzői, a rekordot jelentő, 258. nagydíján induló Barrichello csak a 12. helyet érte el, Button előtt. Az év során először továbbjutott azonban mindkét Red Bull-versenyző: Coulthard 1:26.520-as idejével megelőzte Heidfeldet és Alonsót is, Webber még nála is gyorsabb volt. Trulli, ahogy 2008-ban korábban mindig, bejutott az első tízbe, Rosberg viszont épphogy lemaradt erről. Hasonlóan járt Trulli csapattársa, Glock is, aki az utolsó helyen végzett a második szakaszban, csak a 15. rajthelyet megszerezve. Heidfeld sokáig kieső helyen állt, csak az utolsó pillanatokban sikerült elég gyors kört futnia, ami a 6. helyre volt elég.
A szakaszt Räikkönen nyerte, bár 1:26.050-es ideje kevéssel elmaradt Massa első etapban futott körétől. Mögötte meglepetésre Kubica végzett, őt kis különbséggel Massa és Kovalainen követték.

### Harmadik rész
A Red Bull versenyzői úgy döntöttek, hogy a versenyre tartalékolva, inkább nehezebb autókkal vesznek részt a harmadik szakaszban, így Webber a hatodik, Coulthard a tizedik lett. Trulli a 8. hellyel volt kénytelen megelégedni, míg az eggyel korábbi, spanyol nagydíjon első sorból induló Alonso csak a hetedik lett, bár saját csapattársánál így is tíz hellyel előrébb végzett. A BMW Sauber versenyzői a biztató második szakasz után csak az 5. illetve 9. helyet foglalhatták el, Kubica és Heidfeld révén.
Az első két sor rajthelyeinek sorsa ismét a Ferrari és a McLaren között dőlt el. Massa rögtön az első mért körében közel fél másodperces előnyre tett szert. Az utolsó másodpercekben ideiglenesen Kovalainen állt az élen, de a mögötte gyors körön lévő Massa 1:27.617-tel megszerezte az első rajthelyet. A harmadik Hamilton lett, aki kemény keverékű gumikon autózva ért el a legjobb eredményét. A Spanyolországban pole-pozícióból rajtoló Räikkönen csak a negyedik helyet szerezte meg, több, mint három tizedmásodperccel elmaradva csapattársától. A Törökországban zsinórban harmadszor pole-pozícióból induló Massa az edzés után aggodalmát fejezte ki a McLarenek teljesítményét látva és nehéz versenyt jósolt magának vasárnapra.

### Az edzés végeredménye
| Helyezés | Versenyző            | Csaopat/Motor       | 1. rész   | 2. rész  | 3. rész  |
| -------- | -------------------- | ------------------- | --------- | -------- | -------- |
| 1        | Felipe Massa         | Ferrari             | 1:25.994  | 1:26.192 | 1:27.617 |
| 2        | Heikki Kovalainen    | McLaren-Mercedes    | 1:26.736  | 1:26.290 | 1:27.808 |
| 3        | Lewis Hamilton       | McLaren-Mercedes    | 1:26.192  | 1:26.477 | 1:27.923 |
| 4        | Kimi Räikkönen       | Ferrari             | 1:26.457  | 1:26.050 | 1:27.936 |
| 5        | Robert Kubica        | BMW Sauber          | 1:26.761  | 1:26.129 | 1:28.390 |
| 6        | Mark Webber          | Red Bull-Renault    | 1:26.773  | 1:26.466 | 1:28.417 |
| 7        | Fernando Alonso      | Renault             | 1:26.836  | 1:26.522 | 1:28.422 |
| 8        | Jarno Trulli         | Toyota              | 1:26.695  | 1:26.822 | 1:28.836 |
| 9        | Nick Heidfeld        | BMW Sauber          | 1:27.107  | 1:27.607 | 1:28.882 |
| 10       | David Coulthard      | Red Bull-Renault    | 1:26.939  | 1:26.520 | 1:29.959 |
| 11       | Nico Rosberg         | Williams-Toyota     | 1:27.367  | 1:27.012 |          |
| 12       | Rubens Barrichello   | Honda               | 1:27.355  | 1:27.219 |          |
| 13       | Jenson Button        | Honda               | 1:27.428  | 1:27.298 |          |
| 14       | Sebastian Vettel     | Toro Rosso-Ferrari  | 1:27.442  | 1:27.412 |          |
| 15       | Timo Glock           | Toyota              | 1:26.614  | 1:27.806 |          |
| 16       | Nakadzsima Kazuki    | Williams-Toyota     | 1:27.547  |          |          |
| 17       | Nelson Piquet Jr.    | Renault             | 1:27.568  |          |          |
| 18       | Sébastien Bourdais   | Toro Rosso-Ferrari  | 1:27.621  |          |          |
| 19       | Adrian Sutil         | Force India-Ferrari | 1:28.325  |          |          |
| 20       | Giancarlo Fisichella | Force India-Ferrari | 1:27.807* |          |          |

* Giancarlo Fisichella három helyes rajtbüntetést kapott, mert az első pénteki szabadedzésen a piros lámpa ellenére kihajtott a pályára.

## Futam
A török nagydíj futama május 11-én, vasárnap, közép-európai idő szerint 14:00 órakor kezdődött. A versenyt – zsinórban harmadszor – Felipe Massa nyerte, a kettős Ferrari-győzelem azonban elmaradt: A második helyezett Lewis Hamilton lett, Kimi Räikkönen előtt.
A rajtnál a 2. és 4. helyről, a pálya poros oldaláról induló Kovalainen és Räikkönen is beragadt, így Hamilton felzárkózhatott közvetlenül Massa mögé. Az első kanyarban Räikkönen hátulról beleütközött Kovalainenbe, Kubica és Alonso is elment mellettük. Räikkönen első vezetőszárnya megsérült, de csak kis mértékben, ezért úgy döntött, hogy nem cseréli ki és folytatja a versenyt. Kovalainen nem sokkal később, valószínűleg az ütközés következtében bal hátsó defektet kapott. Szerencséjére a pályára hajtott a biztonsági autó, miután a mezőny hátsó részében Fisichella és Nakadzsima összeütköztek és törmelék maradt a pályán. Mindkét versenyző kiesett, Kovalainen a boxba hajtott kerékcserére, ahová követte Vettel és Sutil is, akik szintén ütköztek az első kanyarban. Az első kör végén az élen Massa, Hamilton, Kubica, Alonso, Räikkönen volt a sorrend.
Miután a biztonsági autó kiment, Räikkönen megelőzte Alonsót, majd megkezdte a felzárkózást Kubicára. Az élen Hamilton, aki kemény keverékű gumikon kezdte a versenyt, tartotta Massa tempóját. A 16. körben hajtotta végre első tervezett boxkiállását, és újra kemény keverékű gumikat tetetett fel. A tankolás nagyon rövid volt, ami arra engedett következtetni, hogy Hamilton – ellentétben a mezőny nagy részével – háromkiállásos taktikát alkalmaz. Ennek megfelelően, könnyebb autójával egyre közelebb került Massához, majd a 24. körben, a hosszú egyenes végén lévő 12-es kanyarban meg is előzte. Nem sokkal később, ugyanebben a kanyarban mechanikai hiba miatt Bourdais megpördült és a kavicságyba sodródott. Az első boxkiállások után Räikkönen Kubica elé került, de az élen haladókhoz képest nőtt a hátránya.
Hamilton körönkét egy másodperccel volt gyorsabb Massánál, de már a 32. körben, nyolc másodperc előnnyel újra kiállt kerékcserére. A rövid etapjai ellenére nem tudott elegendő előnyt szerezni ahhoz, hogy a harmadik boxkiállás után az első helyre kerüljön, sőt, Räikkönen is utolérte, de előzni már nem tudott.
Kubica negyedik helyét senki sem veszélyeztette, mögé csapattársa, Heidfeld zárkózott föl, maga mögött tartva Alonsót. Webber és Rosberg végeztek még pontszerző helyen, Coulthard, dacára jó edzéseredményének, ismét pont nélkül maradt. A 10. helyezett Trulli még körön belül fejezte be a versenyt. Az első körben defektet kapó Kovalainen szép előzésekkel megpróbált fölzárkózni, de csak a 12. helyen ért célba, Button mögött. A rekordot döntő Barrichello csak a 14. lett. Bourdais kiesése után a többi autó már versenyben maradt, összesen 17-en fejezték be a török nagydíjat.
A verseny után Räikkönen előnye 7 pontra csökkent az összetettben, mögötte csapattársa, Massa és Hamilton állnak, holtversenyben, 28-28 ponttal. A konstruktőrök között a Ferrari megerősítette vezető helyét, a második BMW Sauber továbbra is két ponttal van a McLaren előtt.
| Helyezés | Rajthely | #  | Versenyző            | Konstruktőr         | Kör | Idő/Kiesés oka | Pont |
| -------- | -------- | -- | -------------------- | ------------------- | --- | -------------- | ---- |
| 1        | 1        | 2  | Felipe Massa         | Ferrari             | 58  | 1h26:49.451    | 10   |
| 2        | 3        | 22 | Lewis Hamilton       | McLaren-Mercedes    | 58  | +3.779         | 8    |
| 3        | 4        | 1  | Kimi Räikkönen       | Ferrari             | 58  | +4.271         | 6    |
| 4        | 5        | 4  | Robert Kubica        | BMW Sauber          | 58  | +21.945        | 5    |
| 5        | 9        | 3  | Nick Heidfeld        | BMW Sauber          | 58  | +38.741        | 4    |
| 6        | 7        | 5  | Fernando Alonso      | Renault             | 58  | +53.724        | 3    |
| 7        | 6        | 10 | Mark Webber          | Red Bull-Renault    | 58  | +1:04.229      | 2    |
| 8        | 11       | 7  | Nico Rosberg         | Williams-Toyota     | 58  | +1:11.406      | 1    |
| 9        | 10       | 9  | David Coulthard      | Red Bull-Renault    | 58  | +1:15.270      |      |
| 10       | 8        | 11 | Jarno Trulli         | Toyota              | 58  | +1:16.344      |      |
| 11       | 13       | 16 | Jenson Button        | Honda               | 57  | + 1 kör        |      |
| 12       | 2        | 23 | Heikki Kovalainen    | McLaren-Mercedes    | 57  | + 1 kör        |      |
| 13       | 15       | 12 | Timo Glock           | Toyota              | 57  | + 1 kör        |      |
| 14       | 12       | 17 | Rubens Barrichello   | Honda               | 57  | + 1 kör        |      |
| 15       | 17       | 6  | Nelson Piquet Jr.    | Renault             | 57  | + 1 kör        |      |
| 16       | 19       | 20 | Adrian Sutil         | Force India-Ferrari | 57  | + 1 kör        |      |
| 17       | 14       | 15 | Sebastian Vettel     | Toro Rosso-Ferrari  | 57  | + 1 kör        |      |
| Kiesett  | 18       | 14 | Sébastien Bourdais   | Toro Rosso-Ferrari  | 24  | Kicsúszás      |      |
| Kiesett  | 16       | 8  | Nakadzsima Kazuki    | Williams-Toyota     | 1   | Ütközés        |      |
| Kiesett  | 20       | 21 | Giancarlo Fisichella | Force India-Ferrari | 0   | Ütközés        |      |

## A világbajnokság élmezőnyének állása a futam után
| R  | Versenyzők        | Pont | R  | Konstruktőrök       | Pont |
| -- | ----------------- | ---- | -- | ------------------- | ---- |
| 1  | Kimi Räikkönen    | 35   | 1  | Ferrari             | 63   |
| 2  | Felipe Massa      | 28   | 2  | BMW Sauber          | 44   |
| 3  | Lewis Hamilton    | 28   | 3  | McLaren-Mercedes    | 42   |
| 4  | Robert Kubica     | 24   | 4  | Williams            | 13   |
| 5  | Nick Heidfeld     | 20   | 5  | Red Bull – Renault  | 10   |
| 6  | Heikki Kovalainen | 14   | 6  | Renault             | 9    |
| 7  | Mark Webber       | 10   | 7  | Toyota              | 9    |
| 8  | Fernando Alonso   | 9    | 8  | Honda               | 3    |
| 9  | Jarno Trulli      | 9    | 9  | Toro Rosso-Ferrari  | 2    |
| 10 | Nico Rosberg      | 8    | 10 | Force India-Ferrari | 0    |
| 11 | Nakadzsima Kazuki | 5    | 11 | Super Aguri-Honda*  | 0    |

* A Super Aguri csapat a Nagydíjat megelőzően visszalépett.
(A teljes táblázat)

## Statisztikák
Vezető helyen:
- Felipe Massa: 42 (1–19 / 22–23 / 33–40 / 46–58)
- Lewis Hamilton: 11 (24–32 / 44–45)
- Kimi Räikkönen: 5 (20–21 / 41–43)

Felipe Massa 7. győzelme, 11. pole-pozíciója, Kimi Räikkönen 19. leggyorsabb köre.
- Ferrari 205. győzelme.
- Felipe Massa pályafutása 7. győzelmét aratta és sorozatban harmadszor nyerte meg a török nagydíjat, mindannyiszor pole-pozícióból indulva.
- Ez volt a brazil Rubens Barrichello 257. Formula–1-es versenye, amellyel megdöntötte Riccardo Patrese 1993 óta fönnálló rekordját. (Barrichello 258 nagydíjra nevezett, ebből 257-re kvalifikálta magát és 254-en rajtolt el ténylegesen.)
- Sebastian Vettel először ért célba a 2008-as szezonban.
- A Toro Rosso csapat ezen a nagydíjon használta utoljára a 2007-es fejlesztésű autóját. A Toro Rosso STR3-at a monacói nagydíjon mutatják be.
- Heikki Kovalainen 1. első soros rajtja.